# Eugene O'Neill
Eugene Gladstone O'Neill (16 tháng 10 năm 1888 – 27 tháng 11 năm 1953) là nhà viết kịch Mỹ 4 lần đoạt giải Pulitzer cho kịch (1920, 1922, 1928, 1956) và giải Nobel Văn học năm 1936. O'Neill là người mở ra trường phái kịch tự nhiên của Mỹ.

## Tiểu sử
Eugene O'Neill sinh ở Broadway, New York trong một gia đình Kitô giáo, con trai một nghệ sĩ tài danh gốc Ireland. Từ nhỏ ông phải theo cha đi lưu diễn khắp nơi, 7 tuổi bắt đầu vào trường nội trú, học lực bình thường nhưng đọc nhiều sách văn học. Những năm 1906-1907 ông học Đại học Princeton, nhưng không hứng thú với công việc nghiên cứu trong trường nên bỏ dở, đi vào cuộc sống phiêu lưu, làm qua các nghề tìm vàng, viên chức nhỏ, thủy thủ, diễn viên, nhà báo... Năm 1911, ông trở về New York, làm đủ thứ việc để kiếm sống. Năm 1912 ông mắc bệnh lao phải nằm điều dưỡng 6 tháng, đã toan tự tử rồi quyết định làm lại cuộc đời, bắt đầu sáng tác kịch để trở thành nghệ sĩ. Năm 1913 ông ra viện và bắt đầu theo học các khóa giảng về nghệ thuật kịch tại Đại học Harvard. Năm 1914, ông xuất bản cuốn sách đầu tiên gồm 7 vở kịch Thirst and other one-act plays (Khát và các vở kịch một hồi khác). Năm 1916, ông dựng thành công vở kịch dài Bound East of Cardiff (Về phía Đông tới Cardiff), và tiếp đó liên tục các vở kịch khác được ra đời và trình diễn như The Emperor Jones (Hoàng đế Jones), The Hairy Ape (Con khỉ rậm lông), Beyond the Horizon (Phía sau chân trời)...
Thập niên 1930 là thời kì đỉnh cao sáng tạo của O'Neill, ông được coi là nhà sáng tác kịch hàng đầu của nước Mỹ. Năm 1936 O'Neill là nhà viết kịch đầu tiên của Mỹ được nhận giải Nobel; do bệnh nặng ông không đến Thụy Điển dự lễ trao giải. Trong thư gửi Viện Hàn lâm Thụy Điển, ông đặc biệt nhấn mạnh đến ảnh hưởng của nhà viết kịch xuất chúng người Thụy Điển August Strindberg đối với ông. Những năm tiếp theo O'Neill viết thêm nhiều kiệt tác như The Iceman Comes (Người mang băng đá đang đến, 1939), Long Day's Journey Into Night (Ngày dài đi vào đêm, 1941), A Moon for the Misbegotten (Mặt Trăng cho các con ghẻ của số phận, 1943)...
Với vở kịch All God's Children Got Wings (Các con của Chúa đều có cánh, 1924), Eugene O'Neill là nhà văn Mỹ đầu tiên có tác phẩm lên án nạn phân biệt chủng tộc và nền văn minh tư sản. Dù vậy, kịch của O'Neill vẫn bộc lộ những tư tưởng bi quan sâu sắc trước số phận con người và cuộc đời. Sau khi nhận giải Nobel, ông hướng dần về tôn giáo và tư tưởng bi quan càng trở nên trầm trọng. Ông không tin vào khoa học và tiến bộ, sáng tác của ông thời kì này sa vào khủng hoảng nặng nề. Năm 1943 ông bị tổn thương não, mất khả năng làm việc, thậm chí không thể cầm bút viết, nên nhiều dự định sáng tạo ông ấp ủ đã không được thực hiện. Eugene O'Neill mất năm 1953.

## Linh tinh
Con gái của Eugene O'Neil, Oona O'Neill, bị ông từ bỏ sau khi cô kết hôn với Charlie Chaplin khi cô mới 18 tuổi và Chaplin 54 tuổi.

## Tác phẩm
- Thirst and Other One-act plays (Khát và các vở kịch một hồi khác, 1914), tập kịch ngắn
- Bound East of Cardiff (Về phía Đông tới Cardiff, 1914), kịch
- Before Breakfast (Trước bữa sáng, 1916), kịch
- The Long Voyage Home (Chuyến đi dài ngày về nhà, 1917), kịch
- In The Zone (Trong vùng, 1917), kịch
- Moon of The Carabbees (Trăng Caribe, 1917), kịch
- Ile (1917), kịch
- The Rope (Dây thừng, 1918), kịch
- The Dreamy Kid (Đứa trẻ mơ mộng, 1918), kịch
- Where The Cross is Made (Nơi dấu chữ thập được vạch, 1918), kịch
- The Straw (Cái tráp, 1919), kịch
- Gold (Vàng, 1920), kịch
- Anna Christie (1920), kịch
- The Emperor Jones (Hoàng đế Jones, 1920), kịch
- Different (Khác nhau, 1920), kịch
- Beyond the Horizon (Phía sau chân trời, 1920), kịch
- The First Man (Người đàn ông đầu tiên, 1921), kịch
- The Hairy Ape (Con khỉ rậm lông, 1921), kịch
- The Fountain (Nguồn suối, 1921-1922), kịch
- Desire Under the Elms (Khát vọng dưới bụi cây du, 1924), kịch
- All God's Children Got Wings (Các con của Chúa đều có cánh, 1924), kịch
- Marco Millions (Triệu phú Marco, 1923-1925), kịch
- The Great God Brown (Thần Brown vĩ đại, 1925), kịch
- Lazarus Laughed (Lazarus cười, 1926), kịch
- Strange Interlude (Khúc biến tấu kì lạ, 1926-1927), kịch
- Dynamo (1928), kịch
- Mourning Becomes Electra (Buồn tang là Electra, 1929-1931), kịch
- Days Without End (Những ngày bất tận, 1932-1933), kịch
- Ah, wilderness! (Ôi, tuổi trẻ!, 1933), hài kịch
- The Iceman Comes (Người mang băng đá đang đến, 1939, dựng 1946), kịch
- A Touch of a Poet (Tâm hồn nhà thơ, 1940, dựng 1957), kịch
- More Stately Mansions (Các cung điện giàu hơn, 1940), kịch
- Long Day's Journey Into Night (Ngày dài đi vào đêm, 1941, dựng năm 1956), kịch
- A Moon for the Misbegotten (Mặt Trăng cho các con ghẻ của số phận, 1943, dựng 1957), kịch